# El fantasma de Elena
El fantasma de Elena è una telenovela statunitense trasmessa su Telemundo dal 20 luglio 2010 al 7 gennaio 2011. È un remake della telenovela venezuelana del 1983 Julia.

## Trama
La bella Elena Lafé gestisce un piccolo hotel sulla spiaggia insieme al padre vedovo Tomás. Cresciuta all'ombra del padre e protetta dal ramo materno della famiglia, Elena non ha mai conosciuto il vero amore, finché non incontra nella foresta, svenuto, Eduardo Girón. La ragazza s'innamora di lui a prima vista e, quando il ricco uomo d'affari, che prova gli stessi sentimenti, le chiede di sposarlo, Elena accetta e si trasferisce, insieme alla sua migliore amica, nella magione dell'uomo, dove Eduardo risiede insieme ad altri familiari e numerosi domestici. Da una fotografia Elena apprende la storia di Elena Calcaño, l'anno prima promessa sposa di Eduardo, suicidatasi dopo essere stata abbandonata all'altare dall'uomo. La nuova sposa non è accolta calorosamente al castello, ma ciò che più la terrorizza sono le urla di Elena provenienti dalla torre; la donna deve anche affrontare la sorella gemella della defunta, Daniela, che vuole ucciderla, e i numerosi segreti della sua nuova famiglia.

## Personaggi principali
- Elena Lafé, interpretata da Elizabeth Gutiérrez: è la protagonista ed è innamorata di Eduardo, con il quale si sposa. In seguito, diventa la moglie di Montecristo e ha due figli, Tomasito e Germania.
- Eduardo Girón, interpretato da Segundo Cernadas: è il protagonista ed è un uomo ricco che ama i cavalli. S'innamora di Elena Lafé, dalla quale ha due figli, Tomasito e Germania.
- Elena Calcaño, interpretata da Ana Layevska: ex fidanzata di Eduardo, si è suicidata dopo essere stata lasciata dall'uomo all'altare. In realtà è ancora viva e si spaccia per la sorella gemella Daniela, che ha ucciso. L'antagonista femminile principale, vuole distruggere Elena Lafé ed Eduardo. Alla fine muore in un centro per malati di mente.
- Daniela Calcaño, interpretata da Ana Layevska: la sorella gemella di Elena Calcaño, in realtà è stata uccisa dalla sorella nel primo episodio.
- Montecristo Palacio, interpretato da Fabián Ríos: l'antagonista maschile principale, è il fratellastro di Eduardo e Dario. Innamorato di Elena Lafé, viene infine ucciso da alcuni carcerati in prigione.
- Corina Santander, interpretata da Maritza Bustamante: la sorella di Rebeca, all'inizio è cattiva, ma poi diventa buona.
- Darío Girón, interpretato da Carlos Montilla: il fratello di Eduardo, muore dopo un intervento chirurgico per donare il midollo osseo ad Andrea.
- Antonia "Latoña" Sulbarán, interpretata da Elluz Peraza: la madre di Elena e Daniela Calcaño, all'inizio è cattiva, ma poi diventa buona.
- Rebeca Santander de Girón, interpretata da Katie Barberi: la sorella di Corina, all'inizio è cattiva, ma poi diventa buona.
- Dulce Uzcátegui, interpretata da Jéssica Mas: la terza antagonista principale, è la nipote di Margót e ha ucciso cinque persone. Muore in ospedale dopo un incidente stradale causato da Elena Calcaño.
- Margót Uzcátegui, interpretata da Zully Montero: la nonna di Elena Lafé, viene avvelenata da Dulce.
- Alan Martin, interpretato da Henry Zakka: un ex poliziotto, è la guardia del corpo e l'assistente di Elena Lafé.
- Mariela Lafé, interpretata da Eva Tamargo: la matrigna di Elena Lafé, muore nell'incendio alla magione dei Girón.
- Tomás Lafé, interpretato da Braulio Castillo: il padre di Elena Lafé, muore in un incidente stradale causato da Dulce.
- Samuel, interpretato da Gerardo Riverón: il marito di Jesusa, muore nell'incendio alla magione dei Girón.
- Benjamín Girón, interpretato da Adrián Carvajal: il figlio di Rebeca e Dario e il fratello di Andrea, tiene prigioniera Laura. Droga una ragazza affinché finga di essere il fantasma di Elena e muore nell'incendio alla magione dei Girón.
- Nena Ochoa, interpretata da Marisol Calero: una finta medium, è alleata con Latoña.
- Anacleto / Said, interpretato da Freddy Víquez: è un amico di Nena.
- Walter, interpretato da Juan Pablo Llano: l'autista, è innamorato di Andrea ed è stato insieme a Corina.
- Kalima, interpretato da Víctor Corona: un amico di Montecristo, viene ucciso dalla polizia.
- Jesusa, interpretata da Beatriz Monroy: è la moglie di Samuel e la madre adottiva di Milady.
- Laura Luna, interpretata da Wanda D'Isidoro: la migliore amica di Elena Lafé, viene imprigionata da Benjamin, ma riesce a sopravvivere.
- Milady Margarita, interpretata da Liannet Borrego: domestica alla magione dei Girón, è la figlia naturale di Clara ed è sposata con Michel.
- Gandica, interpretata da Michelle Jones: è un ufficiale di polizia.
- Sandra, interpretata da Yuly Ferreira: ballerina amica di Corina, è stata l'amante di Montecristo e viene uccisa da Kalima.
- Victoria "Vicky" Ortega, interpretata da Leslie Stewart: amica di Rebeca, finisce in prigione per aver cercato di uccidere il figlio di Dulce. Viene uccisa da Butterfly in una sparatoria.
- Andrea Girón, interpretata da Isabella Castillo: la figlia di Rebeca e Dario, è innamorata di Walter.
- Michel, interpretato da Mauricio Hénao: il figlio adottivo di Clara, è sposato con Milady.
- Lucia, interpretata da Alexandra Pomales: è la sorella di Michel e Milady.

## Puntate
| Stagione       | Puntate | Prima TV USA | Prima TV Italia |
| -------------- | ------- | ------------ | --------------- |
| Prima stagione | 117     | 2010-2011    |                 |

| Nº  | Titolo originale         | Prima TV USA      |
| --- | ------------------------ | ----------------- |
| 1   | Lanzamiento de tragedias | 20 luglio 2010    |
| 2   | Besos de revancha        | 21 luglio 2010    |
| 3   | Fantasmas del pasado     | 22 luglio 2010    |
| 4   | Amor desconocido         | 23 luglio 2010    |
| 5   | Fantasmas del pasado     | 26 luglio 2010    |
| 6   | Intenciones sospechosas  | 27 luglio 2010    |
| 7   | Pasaje de brujería       | 28 luglio 2010    |
| 8   | Brujería de engaño       | 29 luglio 2010    |
| 9   | Pasiones reprimidas      | 30 luglio 2010    |
| 10  | Locura desmedida         | 2 agosto 2010     |
| 11  | Pelea de manos           | 3 agosto 2010     |
| 12  | Instintos de brujería    | 4 agosto 2010     |
| 13  | Rival mortal             | 5 agosto 2010     |
| 14  | El fantasma de Elena     | 6 agosto 2010     |
| 15  | Herederos Girón          | 9 agosto 2010     |
| 16  | Huellas gemelas          | 10 agosto 2010    |
| 17  | Negocios turbios         | 11 agosto 2010    |
| 18  | Herencia en juego        | 12 agosto 2010    |
| 19  | Herencia de discordia    | 13 agosto 2010    |
| 20  | Juegos de fantasma       | 16 agosto 2010    |
| 21  | Herencia de discordia    | 17 agosto 2010    |
| 22  | Guerra bestial           | 18 agosto 2010    |
| 23  | Alianzas de maldad       | 19 agosto 2010    |
| 24  | Horencia de fantasmas    | 20 agosto 2010    |
| 25  | Revelaciones peligrosas  | 24 agosto 2010    |
| 26  | Mujer de discordia       | 25 agosto 2010    |
| 27  | Accidente definitivo     | 26 agosto 2010    |
| 28  | Dudas de muerte          | 27 agosto 2010    |
| 29  | Víctimas del pasado      | 30 agosto 2010    |
| 30  | Dudas asesinas           | 31 agosto 2010    |
| 31  | Locura obsesiva          | 1º settembre 2010 |
| 32  | Lugares robados          | 2 settembre 2010  |
| 33  | Locura psicótica         | 3 settembre 2010  |
| 34  | Quemar culpas            | 6 settembre 2010  |
| 35  | Pasado que duele         | 7 settembre 2010  |
| 36  | Guerra oculta            | 8 settembre 2010  |
| 37  | Venganza por despecho    | 9 settembre 2010  |
| 38  | Guerra por amor          | 10 settembre 2010 |
| 39  | Petición de mano         | 13 settembre 2010 |
| 40  | Humillación de sangre    | 14 settembre 2010 |
| 41  | Celos, malditos celos    | 15 settembre 2010 |
| 42  | Pactos de venganza       | 16 settembre 2010 |
| 43  | Comienzo de venganza     | 17 settembre 2010 |
| 44  | Golpes contundentes      | 20 settembre 2010 |
| 45  | Destino marcado          | 21 settembre 2010 |
| 46  | Aliados equivocados      | 22 settembre 2010 |
| 47  | Herencia de venganza     | 23 settembre 2010 |
| 48  | Embarazo psicológico     | 24 settembre 2010 |
| 49  | Juego doble              | 27 settembre 2010 |
| 50  | Madres de mentira        | 28 settembre 2010 |
| 51  | Noticias mortales        | 29 settembre 2010 |
| 52  | Romper el hielo          | 30 settembre 2010 |
| 53  | Fuerza maternal          | 1º ottobre 2010   |
| 54  | Sin palabras             | 4 ottobre 2010    |
| 55  | Intenciones negras       | 5 ottobre 2010    |
| 56  | Dudas mortales           | 6 ottobre 2010    |
| 57  | Fortuna de discordia     | 7 ottobre 2010    |
| 58  | Duelo de honor           | 8 ottobre 2010    |
| 59  | Alerta de desgracias     | 11 ottobre 2010   |
| 60  | Silencio riesgoso        | 12 ottobre 2010   |
| 61  | Amor negado              | 13 ottobre 2010   |
| 62  | Malos pagos              | 15 ottobre 2010   |
| 63  | Tratos fracasados        | 18 ottobre 2010   |
| 64  | Padres en duda           | 19 ottobre 2010   |
| 65  | Robo de venganza         | 20 ottobre 2010   |
| 66  | Derechos por amor        | 21 ottobre 2010   |
| 67  | Perder el rumbo          | 22 ottobre 2010   |
| 68  | Retar la suerte          | 25 ottobre 2010   |
| 69  | Fortuna mortal           | 26 ottobre 2010   |
| 70  | Dolor que consume        | 28 ottobre 2010   |
| 71  | Prueba de paternidad     | 1º novembre 2010  |
| 72  | Peligro cercano          | 2 novembre 2010   |
| 73  | Memoria peligrosa        | 3 novembre 2010   |
| 74  | Encuentro de mágico      | 4 novembre 2010   |
| 75  | Fantasmas que vuelven    | 5 novembre 2010   |
| 76  | Corazón atado            | 8 novembre 2010   |
| 77  | Fantasma de miedo        | 9 novembre 2010   |
| 78  | Venganza sensual         | 10 novembre 2010  |
| 79  | Tortura de pecados       | 11 novembre 2010  |
| 80  | Aliados anónimos         | 12 novembre 2010  |
| 81  | Peligro latente          | 15 novembre 2010  |
| 82  | Boda amarga              | 16 novembre 2010  |
| 83  | Premio de memoria        | 17 novembre 2010  |
| 84  | Carta de salvación       | 18 novembre 2010  |
| 85  | Trampa efectiva          | 19 novembre 2010  |
| 86  | Corazón arrepentido      | 22 novembre 2010  |
| 87  | Memoria de traiciones    | 23 novembre 2010  |
| 88  | Hilos mortales           | 24 novembre 2010  |
| 89  | Alianza rota             | 26 novembre 2010  |
| 90  | Rival de hierro          | 29 novembre 2010  |
| 91  | Sorpresas vitales        | 30 novembre 2010  |
| 92  | Perdón mortal            | 1º dicembre 2010  |
| 93  | Amenaza futura           | 2 dicembre 2010   |
| 94  | Deseos compartidos       | 3 dicembre 2010   |
| 95  | Noticia impactante       | 6 dicembre 2010   |
| 96  | Justicia propia          | 7 dicembre 2010   |
| 97  | Venganza definitiva      | 8 dicembre 2010   |
| 98  | Pesadilla de libertad    | 9 dicembre 2010   |
| 99  | Sentencia de muerte      | 10 dicembre 2010  |
| 100 | Promesa peligrosa        | 13 dicembre 2010  |
| 101 | Rastros perdidos         | 14 dicembre 2010  |
| 102 | Amenaza de entrega       | 15 dicembre 2010  |
| 103 | Amenaza de bomba         | 16 dicembre 2010  |
| 104 | Amenaza de muerte        | 17 dicembre 2010  |
| 105 | Bomba de aliados         | 20 dicembre 2010  |
| 106 | Delitos vigentes         | 21 dicembre 2010  |
| 107 | Venganza sin limite      | 22 dicembre 2010  |
| 108 | Peligro perfecto         | 23 dicembre 2010  |
| 109 | Deudas por cobrar        | 27 dicembre 2010  |
| 110 | Reencuentro de amor      | 28 dicembre 2010  |
| 111 | Cobrando cuentas         | 29 dicembre 2010  |
| 112 | Juegos peligrosos        | 30 dicembre 2010  |
| 113 | Pagando culpas           | 3 gennaio 2011    |
| 114 | Esperanza de amor        | 4 gennaio 2011    |
| 115 | Golpe final              | 5 gennaio 2011    |
| 116 | Sentencia cruel          | 6 gennaio 2011    |
| 117 | Gran final               | 7 gennaio 2011    |

## Distribuzioni internazionali
| Paese                 | Canale/i            | Prima TV assoluta                  |
| --------------------- | ------------------- | ---------------------------------- |
| Stati Uniti d'America | Telemundo           | 20 luglio 2010 - 7 gennaio 2011    |
| Panama                | Televisora Nacional | 25 agosto 2010 - 3 febbraio 2011   |
| Nicaragua             | Televicentro        | 25 ottobre 2010 - 8 aprile 2011    |
| Albania               | Digit-Alb           | 15 novembre 2010 - 26 aprile 2011  |
| Repubblica Dominicana | Antena Latina       | 29 novembre 2010 - 10 maggio 2011  |
| Venezuela             | Televen             | 30 novembre 2010 - 2 maggio 2011   |
| Serbia                | Prva                | 8 dicembre 2010 - 24 maggio 2011   |
| Germania              | RTL Television      | 2010                               |
| Croazia               | Televisora Nacional | 3 gennaio 2011 - 15 giugno 2011    |
| Costa Rica            | Teletica            | 3 gennaio 2011 - 14 giugno 2011    |
| El Salvador           | Canal 4             | 3 gennaio 2011 - 14 giugno 2011    |
| Cile                  | Chilevisión         | 10 gennaio 2011 - 21 giugno 2011   |
| Polonia               | TV Puls             | 20 gennaio 2011 - 1º luglio 2011   |
| Georgia               | Rustavi 2           | 10 febbraio 2011 - 21 giugno 2011  |
| Paraguay              | Latele              | 7 marzo 2011 - 16 agosto 2011      |
| Russia                | Mnogo TV            | 12 aprile 2011 - 21 settembre 2011 |
| Lituania              | LNK                 | 11 luglio 2011                     |
| Armenia               | Shant TV            | estate 2011 - 26 ottobre 2011      |
| Argentina             | Telefe              | 5 settembre 2011 - 6 gennaio 2012  |
| Romania               | Acasă               | 16 gennaio 2012                    |
| Moldavia              | 2Plus               | 16 maggio 2012                     |
| Messico               | Galavisión          | 6 agosto 2012 - 22 ottobre 2012    |
| Iran                  | GEM Series 1 HD     | 29 settembre 2012 - interrotta     |
| Bulgaria              | bTV                 | 24 gennaio 2013 - 17 luglio 2013   |
| Sudafrica             | Telemundo Africa    | 5 maggio 2014 - in corso           |